# 자유화
자유화(liberalization)는 일반적으로 특정 정부 규정이나 제한을 제거한다는 의미에서 법률, 시스템 또는 의견을 덜 엄격하게 만드는 관행을 가리키는 광범위한 용어이다. 이 용어는 경제 자유화, 경제 활동(특정 영역)에 적용되는 제한의 제거 또는 축소를 의미하는 경제학과 관련하여 가장 자주 사용된다. 그러나 자유화는 예를 들어 마약 자유화를 설명할 때 비범죄화 또는 합법화(불법이었던 것을 합법화하는 행위)의 동의어로 사용될 수도 있다.

## 사회 정책 및 정부
사회 정책에서 자유화는 이혼, 낙태 또는 향정신성 약물과 같은 특정 관행이나 활동을 제한하는 법률의 완화를 의미할 수 있다. 민권과 관련하여 이는 동성애, 총기 또는 기타 품목의 개인 소유, 동성 결혼, 인종 간 결혼 또는 종교간 결혼을 금지하는 법률의 철폐를 의미할 수 있다.

## 같이 보기
- 예술의 자유
- 시민 자유지상주의
- 문화적 자유주의
- 성매매 비범죄화
- 규제 완화
- 해방
- 에너지 자유화
- 자유 무역
- 언론의 자유
- 사상의 자유
- 독일의 재통일
- 자유지상주의
- 자유
- 과점
- 성혁명
- 사회자유주의